# Mimi Karlsen

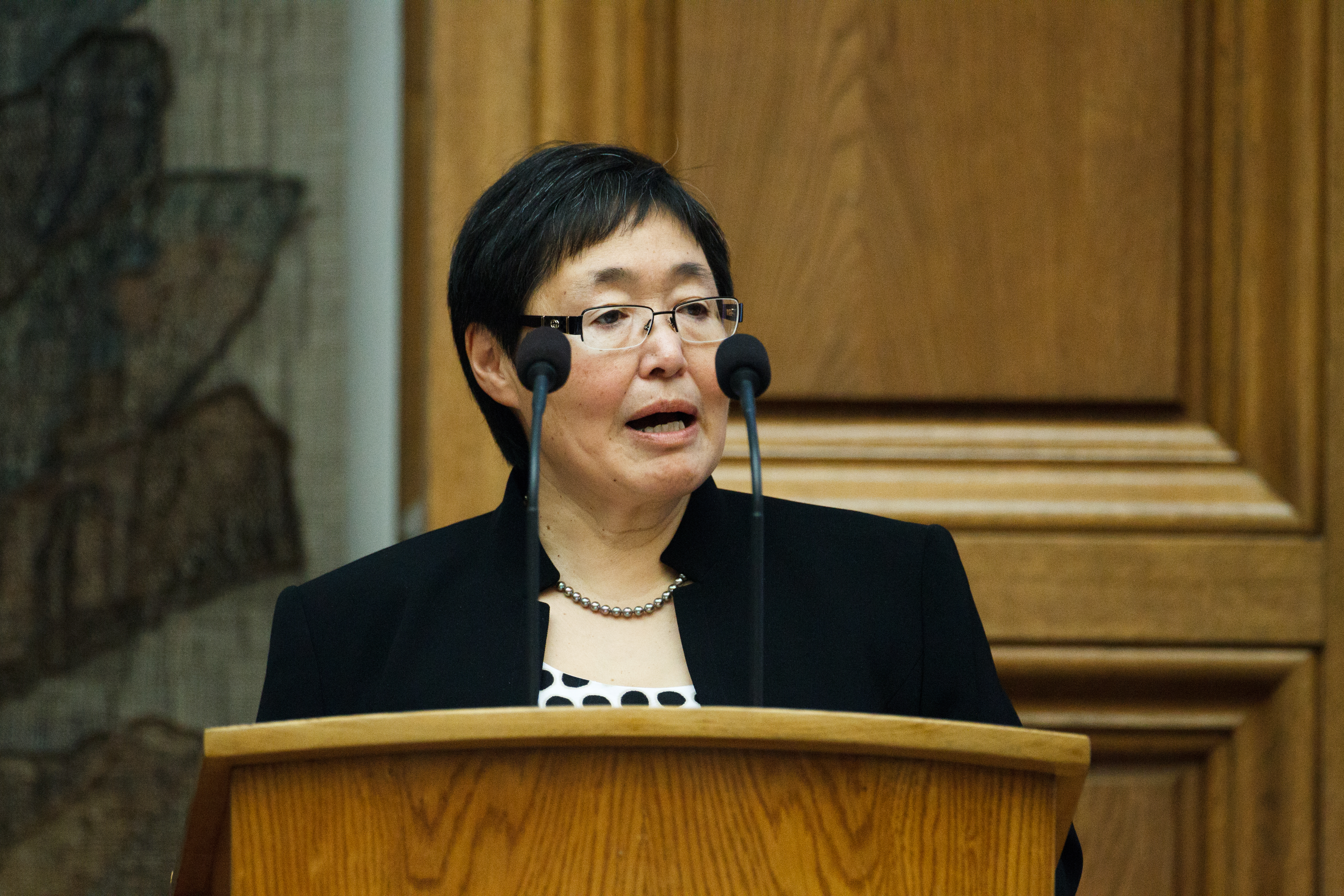
Mimi Karlsen

Mimi Karlsen (* 23. Januar 1957 in Maniitsoq) ist eine grönländische Politikerin (Inuit Ataqatigiit) und Lehrerin.

## Leben
Mimi Karlsen besuchte von 1964 bis 1972 die Schule in Maniitsoq. Nach einem Auslandsjahr in Klemensker besuchte sie von 1973 bis 1975 die Realschule Atuarfik Kilaaseeraq in Maniitsoq. Anschließend ließ sie sich in Gerlev an der dortigen Sporthochschule zur Sportlehrerin ausbilden. Von 1976 bis 1981 war sie parallel Sportlehrerin in Nuuk, ließ sich aber zeitgleich zur Lehrerin am Ilinniarfissuaq ausbilden. 1981 unterrichtete sie Mädchen in Sport am Najugaqarfik Elisibannguaq. 1984 wurde sie Beratungslehrerin an der Kuuttartup Atuarfia in Maniitsoq. 1987 wurde sie Lehrerin an der Atuarfik Kilaaseeraq, wo sie fast durchgängig bis 2009 blieb. Nebenbei war sie von 2002 bis 2009 im Grönländischen Roten Kreuz engagiert, davon von 2006 bis 2008 als Vizevorsitzende. Sie ist verheiratet mit dem Schiffer Peter Lyberth und hat vier erwachsene Kinder.
Mimi Karlsen war von 2005 bis 2008 die Vizebürgermeisterin der Gemeinde Maniitsoq. Von 2009 bis 2013 saß sie im Kommunerat der Qeqqata Kommunia. Sie kandidierte erstmals bei der Parlamentswahl 2009 und wurde direkt ins Inatsisartut gewählt. Anschließend wurde sie zur Ministerin für Kultur, Bildung, Kirche und Forschung im Kabinett Kleist ernannt. 2011 wurde das Kabinett umgebildet und sie wurde Ministerin für Familie, Kultur und Gleichberechtigung. Bei der 2013 wurde sie erneut ins Parlament gewählt. Auch 2014 und 2018 gelang ihr die Wiederwahl. Bei der Kommunalwahl 2021 kandidierte sie wieder und erhielt einen Sitz im Rat der Qeqqata Kommunia. Bei der Parlamentswahl 2021 konnte sie erneut einen Sitz im Inatsisartut erlangen. Anschließend wurde sie zur Ministerin für Soziales und Arbeitsmarkt im Kabinett Egede I ernannt. Vom 27. August bis zum 27. September 2021 hatte sie zudem interimsweise das Ministerium für Kinder, Jugendliche und Familie des zurückgetretenen Eqaluk Høegh inne. Am 23. November 2021 übernahm sie zusätzlich das Innenministerium. Im Zuge des Regierungswechsels am 5. April 2022 wurde sie zur Ministerin für Kinder, Jugendliche, Familie und Gesundheit im Kabinett Egede II ernannt. Am 5. Juni 2023 musste sie die Ressorts Kinder, Jugendliche und Familie an Aqqaluaq B. Egede abgeben und war fortan nur noch Gesundheitsministerin. Am 22. September 2023 trat sie aus der Regierung zurück, um stattdessen an Stelle von Kim Kielsen neue Parlamentspräsidentin zu werden, welcher wiederum Mitglied des Kabinetts wurde. Bei der Parlamentswahl 2025 erreichte sie wegen Stimmengleichheit per Losentscheid einen Platz im Inatsisartut.
Im Juli 2024 wurde sie zur Ritterin des Dannebrogordens ernannt. Am 25. November 2024 erhielt sie den Nersornaat in Gold.